# 7. korpus (Avstro-Ogrska)
7. korpus (izvirno nemško 7. Korps) je bil korpus avstro-ogrske kopenske vojske, ki je bil aktiven med prvo svetovno vojno.

## Zgodovina
Ob pričetku prve svetovne vojne je bil sprva korpus zadolžen za področje Madžarske, nato pa je bil leta 1914 premeščen na soško fronto.
Naborni okraj korpusa je obsegal: Arad, Békéscsaba, Debreczen, Karánsebes, Nagybecskerek, Nagyvarad, Szeged in Temesvár.

## Organizacija
April 1914
- 17. pehotna divizija
- 34. pehotna divizija
- 1. konjeniška divizija
- 7. poljskoartilerijska brigada
- 7. oskrbovalna divizija

## Poveljstvo
Poveljniki (Kommandanten)
- Christian von Appel: november 1849 - november 1850
- Edmund zu Schwarzenberg: november 1850
- Karl zu Schwarzenberg: november - december 1850
- Karl von Wallmoden-Gimborn: december 1850 - marec 1857
- Ignaz Teimer: marec 1857 - februar 1859
- Thomas Zobel von Giebelstadt zu Darstadt: februar - oktober 1857
- Alexander von Hessen und bei Rhein: oktober 1859 - december 1862
- Josef von Schmerling: december 1862 - maj 1866
- Josef Maroičić di Madonna del Monte: maj - julij 1866
- nadvojvoda Heinrich Avstrijski: julij 1866
- Josef Maroičić di Madonna del Monte: julij - oktober 1866

- ukinjen
- Christoph von Degenfeld-Schonburg: januar 1883 - marec 1889
- Johann von Waldstätten: marec 1889 - februar 1898
- Ludwig Schwitzer von Bayersheim: februar 1898 - junij 1908
- Liborius von Frank: junij 1908 - april 1910
- Anton Seefranz: april 1910 - julij 1912
- Otto Meixner von Zweienstamm: julij 1912 - september 1914
- Andreas Fail-Griessler: september - november 1914
- Nadvojvoda Jožef Avstrijski: november 1914 - november 1916
- Georg Schariczer von Rény: november 1916 - november 1918

Načelniki štaba (Stabchefs)
- Johann Karl von Huyn: november 1849 - maj 1851
- August Kochmeister: maj 1851 - maj 1855
- Eduard von Litzelhofen: maj 1855 - april 1857
- Anton Czermak: april 1857 - marec 1859
- Eduard Bartels von Bartberg: marec - september 1859
- Adolf Kerner: september 1859 - maj 1861
- Anton von Schönfeld: maj 1861 - januar 1863
- Viktor Binder von Bindersfeld: januar 1863 - julij 1865
- Franz von Littrow: julij 1865 - julij 1866
- Moritz Rueber von Ruebersburg: julij - oktober 1866

- ukinjen
- Franz Tschebulz von Tsebuly: januar - april 1883
- Alois Hollub: april - junij 1883
- Gustav Plentzner von Scharneck: junij 1883 - september 1888
- Wilhelm von Dessovic: september 1888 - januar 1893
- Viktor Schreiber: januar 1893 - april 1900
- Emil Colerus von Geldern: april 1900 - marec 1906
- Heinrich Mündel von Schartenburg: marec 1906 - julij 1907
- Julius Melion: september 1907 - marec 1910
- Ludwig Goiginger: marec 1910 - februar 1912
- Josef Schilhawsky von Bahnbrück: februar 1912 - december 1914
- Wilhelm Eisner-Bubna: december 1914 - november 1916
- Theodor Körner von Siegringen: november 1916 - marec 1917
- Alois von Panos: marec 1917 - november 1918